# Бульвар Гордона
«Бульвар Гордона» — общеукраинская еженедельная газета. Издается с 1995 года (до 2005 года носила название «Бульвар») на русском языке. Тираж одного номера ранее составлял 570 тыс. экземпляров, тогда читателями еженедельника было более 2,5 млн человек.  
Кроме Украины, газета отдельно издавалась в США, а также распространялась в России, Израиле, Испании, Италии, Франции, Германии, Португалии, Индии, Австралии и ряде других стран. Редакционный совет «Бульвара Гордона» в 1998—2014 годах возглавлял поэт, прозаик, публицист Виталий Коротич.

## История
Газета «Бульвар» была основана в 1995 году Дмитрием Гордоном, который и стал её главным редактором. Гордон является одним из немногих пишущих редакторов на Украине. Название еженедельника, как вспоминал Гордон в 2000 году, появилось благодаря певице Маше Распутиной.
Пять лет назад мы с Александром Швецом сидели на концерте Маши Распутиной. До этого мы никак не могли придумать, как назвать новую газету, и тут в конце шоу она объявляет: «Сегодня для вас пели Маша Распутина и группа «Бульвар».Дмитрий Гордон
В 2005 году Дмитрий Гордон прекратил выпуск газеты «Бульвар» и основывал новое издание — «Бульвар Гордона».
Это совпадение. Мой друг, член редакционного совета «Бульвара» Павел Глоба уже 15 лет составляет для меня личные гороскопы.<…>Несколько лет назад Глоба сказал мне: «Весной 1985 года тебя впервые напечатали в газете «Комсомольское знамя». Весной 1995 года ты открыл «Бульвар». А весной 2005 года ты должен начать работать в другой газете». Кстати, именно Пал Палыч и подсказал мне тогда название этой газеты – «Бульвар Гордона».Дмитрий Гордон
Издание публикует истории из жизни звёзд искусства, политики, науки, спорта. В каждом номере выходит интервью (зачастую — частями) Дмитрия Гордона с выдающимися современниками. Гордон рассказывал, что самый большой тираж газеты был в 2002—2003 годах. По его словам, «Бульвар Гордона» всегда был прибыльным изданием, «несколько десятков тысяч долларов в месяц он приносил».
В 2019 году Гордон покинул пост главного редактора газеты и передал её издательству ООО «Мега-пресс групп». Журналист объяснил, что потерял интерес к её выпуску, поскольку «газетный поезд уже ушел». Гордон сказал, что сконцентрировался на работе интернет-издания «ГОРДОН», развитии своих страниц в социальных сетях и YouTube-каналов.

## Редакционный совет
В редакционный совет «Бульвара Гордона» входили известные деятели культуры, спортсмены, политики: Борис Андресюк[значимость факта?], Олег Базилевич, Олег Блохин, Валерий Борзов, Михаил Боярский, Нани Брегвадзе, Сергей Бубка, Леонид Буряк, Анатолий Бышовец, Роман Виктюк, Тамара Гвердцители, Павел Глоба, Станислав Говорухин, Андрей Данилко, Армен Джигарханян, Иван Драч, Евгений Евтушенко, Леонид Жаботинский,  Анатолий Кашпировский, Вахтанг Кикабидзе, Иосиф Кобзон, Игорь Крутой, Валерий Леонтьев, Борис Немцов, Гавриил Попов, Сергей Поярков[значимость факта?], Эдита Пьеха, Александр Розенбаум, София Ротару, Никас Сафронов, Ян Табачник, Вилли Токарев, Аллан Чумак, Александр Швец, Андрей Шевченко, Михаил Шемякин, Николай Шмелёв, Нестор Шуфрич, Владимир Буковский, Александр Невзоров, Сергей Хрущёв, Василий Алексеев, Людмила Гурченко, Муслим Магомаев, Евгения Мирошниченко, Валерий Золотухин, Николай Мозговой.
С 1998-го по 2014 год редакционный совет возглавлял Виталий Коротич. Накануне 6-летия «Бульвара», в 2001 году, Дмитрий Гордон так говорил о приходе Коротича в коллектив:
Виталий Алексеевич очень предан «Бульвару» и пестует его, как своего любимого ребенка. Еще будучи главным редактором «Огонька», он мечтал организовать нечто подобное, но потом уехал в Америку и эта мечта не сбылась. Сейчас она реализовывается таким образом. Ему очень интересно с нами работать.
По словам Гордона, Коротич сыграл огромную роль в газете, помог изменить её вектор: издание «ушло от разнузданного направления и перешло к более глобальному, человечному».
Члены редакционного совета определяли стратегию развития газеты, рецензировали материалы, писали авторские колонки в издание и помогали Гордону встретиться с известными собеседниками.
Например, российский поэт Евгений Евтушенко помог журналисту договориться об интервью с российско-американским скульптором Эрнстом Неизвестным. Гордон утверждал, что редакционный совет «Бульвара Гордона» — явление уникальное, «такого нет больше нигде в мире».
В марте 2014 года редакционный совет «Бульвара Гордона» был расформирован вследствие аннексии Крыма.

## Авторский коллектив
Главные редакторы:

Дмитрий Гордон — 1995—2019.

Роман Греба — с 2019 г.

Заместитель главного редактора: Юлия Пятецкая.

В разные годы в газете публиковались: Татьяна Никуленко, Григорий Каневский, Татьяна Чеброва, Лада Лузина, Елена Крутогрудова, Михаил Назаренко, Алеся Бацман, Ольга Кунгурцева, Людмила Троицкая и другие известные журналисты.

## Прочие сведения
- В 1997 году журналистки Лада Лузина и Елена Крутогрудова в бане взяли интервью у композитора и певца Николая Мозгового, в котором он раскритиковал многих деятелей украинской эстрады. После публикации с Мозговым разорвали дружбу многие руководители и коллеги, а фестиваль «Море друзів» он вынужден был проводить за свои деньги[3]. Бывший ректор Киевского института журналистики Анатолий Москаленко заявлял, что «история современной украинской журналистики делится на два периода: до интервью Мозгового «Бульвару» и после»[12].
- В 2000 году в подъезде редакции газеты «Бульвар» было обнаружено взрывное устройство. Его удалось обезвредить за три минуты до предполагаемого взрыва[13][14].
- Газета проводила ежегодный фотоконкурс красоты, участницы которого присылали снимки, где изображались полностью обнаженными по пояс.